# 崔湖
崔 湖（チェ・ホ、さい こ、1536年 - 1597年）は、李氏朝鮮の宣祖時代の武官。

## 略歴
1576年（宣祖9年）、武科に首席で合格して多くの官職を歴任した。
1594年（宣祖27年）に咸鏡道兵馬節度使になったが野人女真たちの甘坡堡侵入を阻めず譴責を受けた。
1596年（宣祖29年）、忠清道水軍節度使在任中に李夢鶴が反乱を起こした時には洪可臣と共に主将となって鴻山・林川等の地で難敵を掃討して功を上げた。
1597年（宣祖30年）、慶長の役の漆川梁海戦では、藤堂高虎・脇坂安治・加藤嘉明らの日本水軍と戦ったが、三道水軍統制使元均・全羅右道水軍節度使李億祺・助防将裴興立などと共に敗死する。これにより朝鮮水軍は壊滅に近い損害を受けた。
1604年（宣祖37年）に先の李夢鶴の乱平定の功績で靖難功臣二等に追叙になった。